# Gulfstream G200
Gulfstream G200 (IAI-1126 Galaxy) — реактивный двухмоторный самолёт бизнес-класса, разработанный Israel Aerospace Industries (IAI).
Производился корпорацией Gulfstream Aerospace с 1997 по 2011 год, выпущено 250 самолётов.
В 2001 году состоялся первый полёт Gulfstream G200. Самолёт предлагается в конфигурациях Executive Jet и Stantard. Стоимость самолёта составляла на 2002 год 14,5 миллионов долларов.

## Тактико-технические характеристики
Источник данных: Jane's

Технические характеристики
- Экипаж: 1-2 пилота
- Пассажировместимость: 4-18 пассажиров (в зависимости от салона)
- Грузоподъёмность: 1905 кг
  - при максимальной массе топлива: 363 кг
- Длина: 18,97 м
- Размах крыла: 17,7 м
- Высота: 6,53 м
- Площадь крыла: 34,28 м²
- Коэффициент удлинения крыла: 9,1
- Стреловидность по передней кромке:
  - внешняя часть крыла: 25°
  - внутренняя часть крыла: 34° 30'
- Поперечное V крыла: 2°
- База шасси: 7,39 м
- Колея шасси: 3,3 м
- Масса пустого: 8981 кг
- Масса снаряжённого: 10 886 кг
- Максимальная взлётная масса: 16 079 кг
- Максимальная посадочная масса: 13 608 кг
- Масса топлива во внутренних баках: 6804 кг
- Объём топливных баков: 8532 л
- Силовая установка: 2 × ТРДД Pratt&Whitney Canada PW306A
- Тяга: 2 × 26,9 кН

Габариты салона 
- Длина: 7,44 м (без кабины пилотов)
- Ширина: 2,18 м
- Высота: 1,91 м
- Объём салона: 24,6 м³

Лётные характеристики
- Максимально допустимая скорость: 0,85М
- Максимальная скорость: 915 км/ч
- Крейсерская скорость: 797 км/ч
- Скорость сваливания: 208 км/ч (при выпущенных закрылках и шасси)
- Практическая дальность: 6667 км (с 4 пассажирами)
- Практический потолок: 13 715 м
- Нагрузка на крыло: 469,1 кг/м² (максимальная)
- Тяговооружённость: 0,45 (229 кг/кН) (максимальная)
- Длина разбега: 1855 м
- Длина пробега: 1001 м
- Максимальная эксплуатационная перегрузка: +2,63/-1,0 g